# گلین‌قیه
گلین‌قیه (گَلَن قَیه) یکی از روستاهای استان آذربایجان شرقی ایران است که در دهستان هرزندات غربی بخش مرکزی شهرستان مرند واقع شده است.
مردم این روستا به زبان آذری که از زبان‌های ایرانی شمال غربی و زبان آذربایجان پیش از ورود ترکی است، سخن می‌گویند. در وجه تسمیه این منطقه دیدگاه‌های مختلفی وجود دارد، اما با توجه به ویژگی‌های جغرافیایی منطقه، به نظر می‌رسد گَلَن قَیه به واقعیت نزدیک تر باشد، در فرهنگ لغت دکتر بهزادی، قیه (به ترکی: قایا) یعنی صخره و گلن یعنی در حال آمدن، با توجه به وجود صخره ای در سمت شمال روستا و سنگ‌های عظیم الجثه آن که در حال افتادن هستند، این وجه تسمیه مناسب است.
ازجمله نام آوران روستا می‌توان به نظامیان سرشناس آن در نیروی هوایی و خلبانان اهل این روستا اشاره کرد

## نام روستا
روستای گلین‌قیه، که گاهی با نام گلن‌قیه نیز شناخته می‌شود، دارای داستان‌های متعددی در مورد دلیل نام‌گذاری‌اش است. در اینجا به بررسی سه دیدگاه اصلی پرداخته شده است:
۱. گلن‌قیه (سنگ در حال سقوط)
برخی معتقدند نام روستا به سنگ بزرگی اشاره دارد که در نزدیکی آن قرار دارد و ممکن است روزی سقوط کند. این نام از ترکیب کلمه‌های ترکی «گلن» (در حال آمدن) و «قیه» (سنگ) ساخته شده است. اما این ادعا هیچ مستند معتبری ندارد و بیشتر در حد فرضیه ردشده باقی مانده است.
۲. گلین‌قیه (عروس سنگی)
دیدگاه دوم بیان می‌کند که در کوه‌های این روستا پدیده‌ای طبیعی به نام «عروس سنگی» وجود دارد و به همین دلیل، نام روستا به معنای «عروس سنگی» است. این ادعا نیز به دلیل نبود شواهد مستند و مشاهده‌ای، چندان معتبر نیست.
۳. داستان عاشقانه و نام‌گذاری گلین‌قیه
بر اساس روایتی مستندتر، ریشه نام‌گذاری روستا به داستان عاشقانه‌ای بازمی‌گردد. گفته می‌شود که نخستین ساکنان روستا یک زن و مرد بودند که به دلیل عشقشان از روستای «داش هرزند» رانده شده بودند. مرد، پسری فقیر، و زن، دختر خان بود. پس از مخالفت خانواده‌ها، این دو مجبور شدند در مکانی دورافتاده زندگی کنند.
روایت می‌گوید که برادران دختر، او را مسخره کرده و به او «عروس سنگی» (قیه گلینی) می‌گفتند، اما زن با پایداری و عشق به زندگی ادامه داد. نسل‌های بعدی، برای احترام به وفاداری و استقامت این زن، نام روستا را گلین‌قیه گذاشتند. این نام امروز به نماد افتخار اهالی روستا تبدیل شده است.